# 14871 Pyramus
14871 Pyramus eller 1990 TH7 är en asteroid i huvudbältet som upptäcktes den 13 oktober 1990 av de båda tyska astronomen Freimut Börngen och Lutz D. Schmadel vid Tautenburg-observatoriet. Den är uppkallad efter karaktären Pyramus i Pyramus och Thisbe.
Asteroiden har en diameter på ungefär 9 kilometer och den tillhör asteroidgruppen Griqua.